# Vultocinus anfractus
Famille
Genre
Espèce
Vultocinus anfractus est une espèce de crabe, la seule du genre Vultocinus et de la famille des Vultocinidae.

## Distribution
Cette espèce se rencontre dans l'océan Pacifique occidental.

## Référence
- Ng & Manuel-Santos, 2007 : Establishment of the Vultocinidae, a new family for an unusual new genus and new species of Indo-West Pacific crab (Crustacea: Decapoda: Brachyura: Goneplacoidea), with comments on the taxonomy of the Goneplacidae. Zootaxa 1558: 39–68.

## Sources
- Ng, Guinot & Davie, 2008 : Systema Brachyurorum: Part I. An annotated checklist of extant brachyuran crabs of the world. Raffles Bulletin of Zoology Supplement, n. 17 p. 1–286.
- De Grave & al., 2009 : A Classification of Living and Fossil Genera of Decapod Crustaceans. Raffles Bulletin of Zoology Supplement, n. 21, p. 1-109.